# Luca Boscoscuro
Pas d'image ? Cliquez ici
Luca Boscoscuro, né le 14 décembre 1971 à Schio dans la province de Vicence en Vénétie, est un pilote de vitesse moto italien, qui courut en Championnat du monde de vitesse moto 250 cm3 entre 1995 et 2001.

## Biographie
Luca Boscoscuro a participé à 91 Grands Prix. Il a été, en 1995, champion d'Europe en 250 cm3. En 1996, il finit à la dixième place du championnat du monde en 250 cm3. Il courait sur Aprilia et TSR-Honda.